# Katherine Timpf
Katherine Timpf (* 29. října 1988 Detroit) je americká televizní reportérka. Studovala na Hillsdale College, kde získala titul BA z angličtiny. Pracovala například jako editorka pro deník The Washington Times. Vystupovala například v pořadech America Live with Megyn Kelly, Fox & Friends a The Nightly Show with Larry Wilmore. V roce 2017 se spolu s Ericem Bollingem a Eboni Williams stala moderátorkou nově vzniklého pořadu Fox News Specialists. Pořad však po několika měsících z důvodu Bollingova odchodu zanikl. Označuje se za libertariánku.